# Tréclun
Tréclun is een gemeente in het Franse departement Côte-d'Or (regio Bourgogne-Franche-Comté) en telt 269 inwoners (2005). De plaats maakt deel uit van het arrondissement Dijon.

## Geografie
De oppervlakte van Tréclun bedraagt 5,6 km², de bevolkingsdichtheid is 48,0 inwoners per km².
De onderstaande kaart toont de ligging van Tréclun met de belangrijkste infrastructuur en aangrenzende gemeenten.

## Demografie
Onderstaande figuur toont het verloop van het inwonertal (bron: INSEE-tellingen).